# إلساد زفيروتيتش

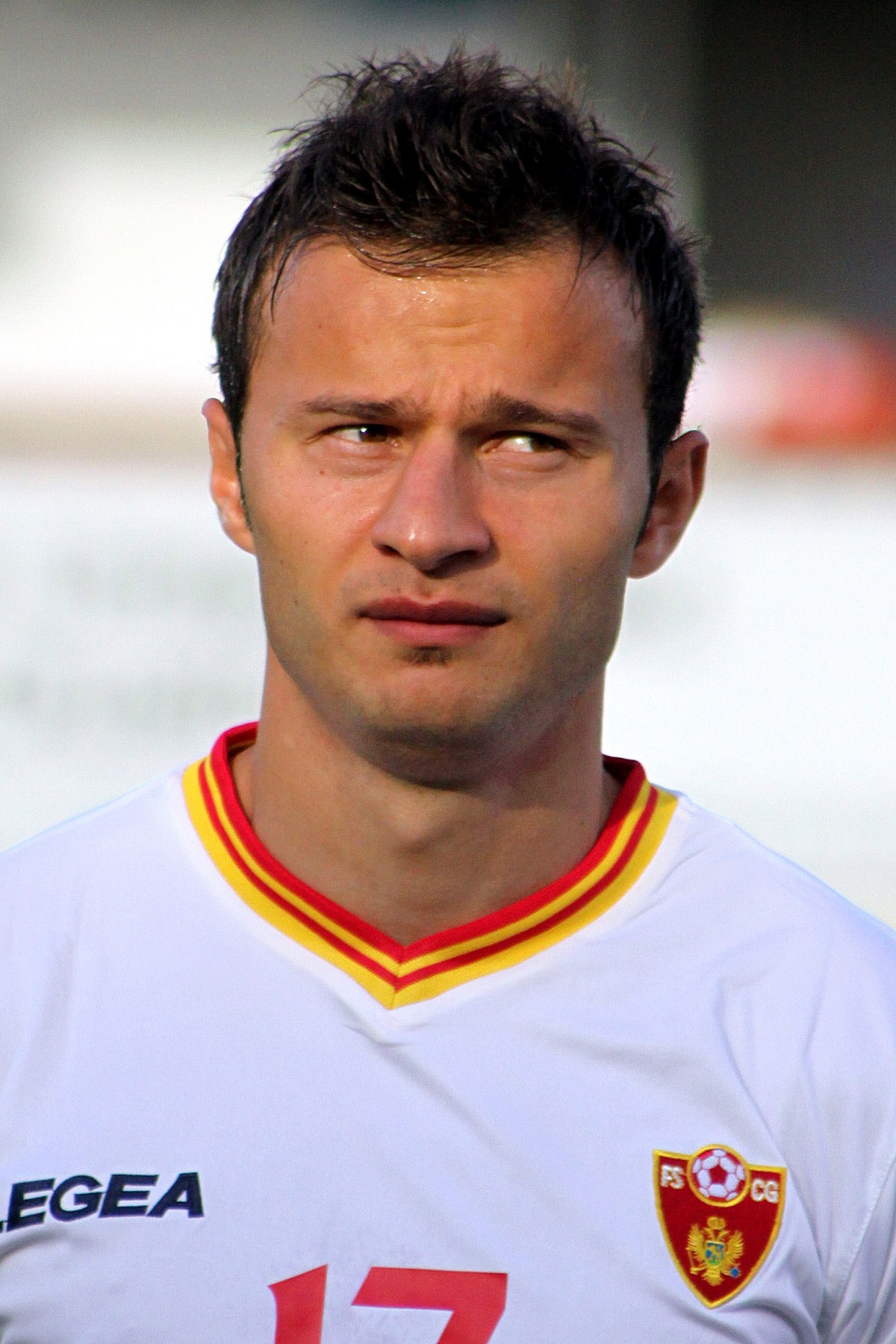

إلساد زفيروتيتش، من مواليد 31 أكتوبر 1986 في الجبل الأسود، لاعب كرة قدم من الجبل الأسود.
و قد لعب مع مباراته الأولى في 2 مايو عام 2007 منتخب الجبل الأسود تحت 21 سنة لكرة القدم، وشارك معهم في 6 مباريات، وهو الآن يلعب مع منتخب الجبل الأسود لكرة القدم، وقد سجل أول هدف مع المنتخب في مرمى بلغاريا يوم 7 سبتمبر 2010 في تصفيات يورو 2012.

## روابط خارجية
- إلساد زفيروتيتش على موقع الاتحاد الدولي (مؤرشف)  (الإنجليزية)
- إلساد زفيروتيتش على موقع الاتحاد الأوربي (الإنجليزية)
- إلساد زفيروتيتش على موقع قاعدة بيانات كرة القدم.إي يو (الإنجليزية)
- إلساد زفيروتيتش على موقع ناشيونال فوتبول تيمز (الإنجليزية)
- إلساد زفيروتيتش على موقع Soccerbase.com (لاعب) (الإنجليزية)
- إلساد زفيروتيتش على موقع Soccerway.com (الإنجليزية)
- إلساد زفيروتيتش على موقع عالم كرة القدم.نت (الإنجليزية)
- إلساد زفيروتيتش على موقع AS.com (الإسبانية)